# 良种繁育场
良种繁育场是中华人民共和国吉林省松原市长岭县下辖的一个类似乡级单位。

## 行政区划
下辖以下地区：
良种繁育场虚拟生活区。